# Daphne Fancutt
Daphne Fancutt (* 2. Februar 1933 als Daphne Seeney; † 18. September 2020) war eine australische Tennisspielerin.

## Leben
Fancutt wuchs auf einem Anwesen bei Monto in Queensland auf. Ihr Vater, ein ehemaliger Jockey, brachte ihr das Tennisspiel bei. 1953 gewann sie die Sandplatz-Meisterschaften von Queensland. 1956 erreichte sie bei den Australischen Meisterschaften im Einzel das Halbfinale. In Wimbledon drang sie im Doppel gemeinsam mit Fay Muller bis ins Finale vor. Bei den Deutschen Meisterschaften gewann sie den Titel im Doppel.
1957 heiratete sie den südafrikanischen Tennisspieler Trevor Fancutt, mit dem sie im Jahr zuvor im Mixed in Wimbledon das Halbfinale erreicht hatte. Seit 1962 betrieben beide ein Tenniscenter in Brisbane.
Im Januar 1995 wurde sie für ihre Verdienste um das Tennis zum Member of the Order of Australia ernannt.